# (77185) Cherryh
(77185) Cherryh ist ein im mittleren Hauptgürtel gelegener Asteroid. Er wurde am 20. März 2001 von den US-amerikanischen Amateurastronomen Don J. Wells und Alex Cruz am George-Observatorium (IAU-Code 735) entdeckt. Das George-Observatorium gehört zum Houston Museum of Natural Science und befindet sich im Brazos Bend State Park des Houstoner Vorortes Needville. Sichtungen des Asteroiden hatte es vorher schon am 15. und 20. Oktober 1998 an der auf dem Kitt Peak gelegenen Außenstation des Steward Observatory gegeben.
Der mittlere Durchmesser des Asteroiden wurde mit 3,985 (± 0,166) Kilometer berechnet, die Albedo mit 0,049 (± 0,009). Nach der SMASS-Klassifikation (Small Main-Belt Asteroid Spectroscopic Survey) wurde bei einer spektroskopischen Untersuchung von Gianluca Masi, Sergio Foglia und Richard P. Binzel bei einer Unterteilung aller untersuchten Asteroiden in C-, S- und V-Typen (77185) Cherryh den C-Asteroiden zugeordnet.
Mittlere Sonnenentfernung (große Halbachse), Exzentrizität und Neigung der Bahnebene des Asteroiden entsprechen grob der Eunomia-Familie, einer nach (15) Eunomia benannten Gruppe, zu der vermutlich fünf Prozent der Asteroiden des Hauptgürtels gehören. Die dunkle Albedo von (77185) Cherryh passt jedoch nicht zur Eunomia-Familie.
(77185) Cherryh wurde am 13. Juli 2004 nach der US-amerikanischen Science-Fiction- und Fantasy-Schriftstellerin C. J. Cherryh (* 1942) benannt.